# 入侵者龙属
入侵者龙（属名：Pareisactus，取自希腊语pareisaktos，意为“闯入者”，指其单个化石被发现于大量鸭嘴龙科骨骼中）是一属凹齿龙科鸟脚类恐龙，化石出自西班牙比利牛斯山脉南部晚白垩世特伦普组岗克斯段（Conquès Member），模式种兼唯一种是强壮入侵者龙（P. evrostos），所知于单个肩胛骨。